# David Shore
David Shore (London, 3 luglio 1959) è uno sceneggiatore e produttore televisivo canadese, noto soprattutto per essere l'ideatore della serie televisiva Dr. House - Medical Division e The Good Doctor.

## Biografia
Da bambino, David Shore desiderava fare l'avvocato, ma all'università per sfogare le sue attitudini comiche muta il giornalino della facoltà di legge, in cui studia, in un giornale satirico; a 31 anni lascia lo studio legale, e diventa uno sceneggiatore di sitcom. 
Shore diventa sceneggiatore ma scopre di essere più bravo nel genere drammatico che comico. Entra a far parte dello staff creativo di Due poliziotti a Chicago e, grazie all'esperienza di avvocato, si specializza in telefilm di genere legale-poliziesco: sceneggia New York Police Department, The Practice, In tribunale con Lynn, Hack e Law & Order (degli ultimi tre è anche produttore esecutivo), per cui ottiene due nomination agli Emmy.
Nel 2004 concepisce un medical drama giallo, in cui l'investigatore è un medico diagnosta e i colpevoli le malattie: è Dr. House - Medical Division, che riscuote un enorme successo.
La serie ottiene due nomination per gli Emmy come Best Drama e vince con l'episodio Il caso House scritto proprio da lui, oltre a conseguire tantissime altre nomination e premi (più di cento).
Quando il progetto viene accettato dal network, non ha ancora un personaggio centrale. David Shore sa che, a differenza dei delinquenti, le malattie non hanno moventi e pensa che sia necessario conferire rilevanza alla sua serie.
Inventa così Gregory House, un medico geniale, misantropo e fuori dagli schemi, diverso da tutti gli altri personaggi di ogni altra serie: egli diventa uno dei personaggi più popolari della televisione grazie al quale David raggiunge la fama internazionale e moltissimi riconoscimenti.
Tra i suoi lavori più rinomati vi sono la produzione di In tribunale con Lynn, Due poliziotti a Chicago e New York Police Department.
Il successo di Dr. House - Medical Division non si è replicato con Battle Creek, serie co-creata con Vince Gilligan e cancellata al termine della prima stagione.
Nel 2015 crea insieme a Bryan Cranston la serie Sneaky Pete, ma abbandona il progetto dopo l'episodio pilota.

## Filmografia

### Sceneggiatore
- The Hardy Boys – serie TV, 1 episodio (1995)
- Traders – serie TV, 5 episodi (1996)
- Due poliziotti a Chicago (Due South) – serie TV, 7 episodi (1994-1998)
- Oltre i limiti (The Outer Limits) – serie TV, 1 episodio (1997)
- NYPD - New York Police Department (NYPD Blue) – serie TV, 1 episodio (1997)
- The Hunger – serie TV, 1 episodio (1997)
- The Practice - Professione avvocati (The Practice) – serie TV, 2 episodi (1997)
- Law & Order - I due volti della giustizia (Law & Order) – serie TV, 7 episodi (1997-1999)
- Beggars and Choosers – serie TV, 3 episodi (1999)
- In tribunale con Lynn (Family Law) – serie TV, 18 episodi (1999-2002)
- Century City – serie TV, 1 episodio (2004)
- Dr. House - Medical Division (House, M.D.) – serie TV, 16 episodi (2004-2011)
- Battle Creek (serie televisiva) - serie TV, 13 episodi (2015)
- Sneaky Pete - serie TV, 1 episodio (2015)
- The Good Doctor - serie TV, 7 serie (2017-2024)